# Cross Gill
Der Cross Gill ist ein 6,4 km langer Bach in den nördlichen Pennines in Cumbria im Norden von England. 

## Flusslauf
Der Cross Gill entspringt zwischen dem Cross Fell im Westen und dem Round Hill im Osten. Der Cross Gill fließt durch ein enges Tal mit steilen Hängen und hat zahlreiche kurze Zuflüssen. So münden der Doubs Burn, der Brown Gill, der Redmire Burn, Duffergill Burn, der Reckergill Sike, der Linkinhow Sike und der Warm Burn neben anderen unbenannten Zuflüssen in den Cross Gill. Er mündet zwischen den Siedlungen Low Crossgill und Mid Crossgill von links in den Oberlauf des River South Tyne.

## Bilder

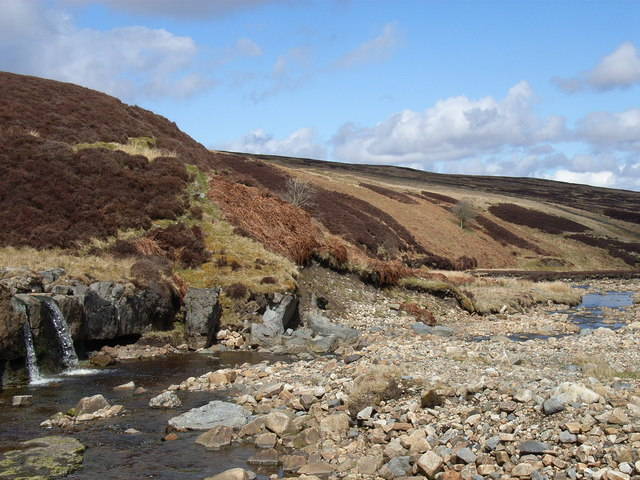
Der Zusammenfluss von Duffergill Burn (links) und Cross Gill
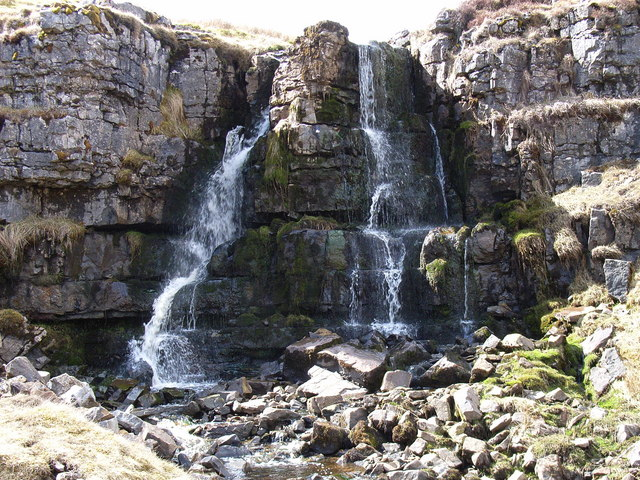
Der Doubs Burn bei seinem Zusammenfluss mit dem Cross Gill